# Johan Otto Drake
Johan Otto Drake, född 19 juni 1847 i Västra Vingåkers församling, Södermanlands län, död 6 januari 1912 i Hedvig Eleonora församling, Stockholm, var en svensk jurist och borgmästare. Han tillhörde adelsätten Drake af Hagelsrum.
Drake blev student vid Uppsala universitet 1865, avlade hovrättsexamen 1868 och blev vice häradshövding 1873. Han blev t.f. rådman i Sundsvalls stad 1874, rådman där 1877 och var borgmästare där 1895−1908. Han var ombudsman vid AB Sundsvalls Handelsbank från 1889. Han var landstingsman från 1895, vice ordförande i lasarettsstyrelsen från 1894 och skolrådsledamot 1882–1907.